# 小山径
小山 径（こやま けい、1977年1月29日 - ）は、NHKのアナウンサー。

## 人物
新潟県新潟市出身。新潟明訓高等学校、早稲田大学社会科学部卒業後、2000年に入局。
2023年度から、東京アナウンス室へ異動した二宮直輝の後継として、大阪放送局へ異動し、ほっと関西と列島ニュースのキャスターを務めている。2018年度からの2年間は、名古屋放送局で東海3県向けの『まるっと!』のキャスターを務めており、これで名古屋局と大阪局の両方で、夕方ローカルニュースのキャスターを務めたことになる。

## 担当番組
太字は、出演中の番組

### 大分放送局時代（2000年度 - 2003年度）
- 情報ボックスおおいた
- 大分のニュース・中継・リポート

### 秋田放送局時代（2004年度 - 2007年度）
- ニュースこまち
- てれびこまち
- ニュースパークあきた（不定期、片山智彦のキャスター代行など）
- 秋田のニュース・中継・リポート

### 新潟放送局時代（2008年度 - 2010年度）
- NHKニュースおはよう日本
  - （2008年8月4日 - 8月8日） - 鹿沼健介のニュースリーダー代行
  - （2010年9月13日 - 9月17日） - 平野哲史のニュースリーダー代行
- 新潟ニュース610（キャスター）

### 東京アナウンス室時代（1度目）（2011年度 - 2015年度）
- NHKニュースおはよう日本
  - 平日4:30 - 6:00キャスター（2011年4月 - 2012年11月9日[3]）
  - 土曜・日曜・祝日キャスター（2012年11月17日 - 2013年3月31日）
  - まちかど情報室（2013年4月1日 - 2016年3月）[4]
- NHKニュース
  - 午前9時 : あさイチ内（2011年4月 - 2012年11月9日[3]）
  - 午前10時 : 土曜・日曜・祝日（2012年11月17日 - 2013年3月）
- 月刊とれたてマイビデオ（2011年6月 - 2012年11月） - キャスター
- ワイルドライフ（BSプレミアム、不定期） - ナレーション
- ゆく年くる年（2013年1月1日） - -7℃の宗谷岬より中継
- 2014年新春 100年前からおめでとう ニッポンめでたい記念日（2014年1月1日）
- NHK BSニュース
- チョイス@病気になったとき チョイスアドバイザー（2013年4月6日 - 2016年3月5日） - 「胃がんになったとき」回から「子どもの食物アレルギー」回まで　徳田章と交互に担当
- ワイルドライフ（BSプレミアム） - ナレーション
- Nスペ5min. アジア巨大遺跡 第1集・第2集（2015年10月17日） - ナレーション

### 名古屋放送局時代（2016年度 - 2019年度）
- ナビゲーション（2016年4月[1] - 2018年3月）
- ほっとイブニング（不定期、池田達郎のキャスター代行など、2017年度）
- 衆院選2017 開票速報（2017年10月22日 - 23日・東海ローカルパートのキャスター[5]）
- まるっと!（キャスター・2018年4月2日 - 2020年3月27日）
- 今日は一日“ユーミン”三昧　MC（NHK-FM、2018年8月14日） - 黒沢保裕アナウンサーと進行

### 東京アナウンス室時代（2度目）（2020年度 - 2022年度）
- ニュースウオッチ9（糸井羊司の代理のナレーション、ニュースリーダー：2020年12月3日）
- ニュースきょう一日（糸井羊司の代理のナレーション、ニュースリーダー：2020年12月3日）
- クローズアップ現代+（リポーター、2020年4月2日 - 2021年3月）
- ウワサの保護者会（司会、2020年4月4日 - 2022年3月26日）
- ニュース地球まるわかり（キャスター、2021年4月4日 - 2022年3月20日）
- ニュース シブ5時（阿部渉の代理キャスター、2022年2月2日・3日）
- ニュース645（不定期）（2020年度 - 2021年度）
- 週刊まるわかりニュース（2代目編集長（メインキャスター）、2022年4月3日 - 2023年3月19日）
- きょうの健康（司会、2022年4月 - 2023年3月）
- これって攻めすぎ!?世界旅行（ナレーター、2022年7月 - 2023年3月）
- 今日は一日“ユーミン”三昧　MC（2回目）（NHK-FM、2022年7月18日）
- 2番目スゴいぜ MC（R1 ラジオ第1　2022年11月23日）
- クローズアップ現代（桑子真帆不在時の代理キャスター、2022年12月12日・13日・2023年2月13日）
- 子ども科学電話相談（R1 ラジオ第1　2022年12月30日・31日）

### 大阪放送局時代（2023年度 - ）
- ほっと関西（キャスター・2023年4月3日 - ）[6]
- 列島ニュース（キャスター・2023年4月7日 - ）
- ニュースウオッチ9（ナレーション、ニュースリーダー：2025年8月11日 - 15日）[7]
  - ※23時40分のニュース・気象情報も兼務。